# Elsey National Park
Elsey National Park är en nationalpark i Australien.   Den ligger i delstaten Northern Territory, i den norra delen av landet, 2 800 km nordväst om huvudstaden Canberra. Elsey National Park ligger 134 meter över havet. Arean är 138 kvadratkilometer.
Omgivningarna runt Elsey National Park är huvudsakligen savann.